# تيم دونز
تيم دونز (بالإنجليزية: Tim Downs)‏ (1954)؛ روائي أمريكي.